# Blattstellung bei Moosen
Für die Beschreibung der Blattstellungen bei Moosen (Bryophyta) hat sich vielfach eine eigene Terminologie eingebürgert.

## Winkel der Blätter zum Stämmchen
aufrecht abstehend
Die Blätter stehen schräg nach oben in Richtung der Sprossspitze ab. Diese Blattstellung findet man bei der überwiegenden Anzahl der Laubmoose.
sparrig abstehend
Die Blätter stehen mehr oder weniger in einem rechten Winkel vom Stämmchen ab.
sternförmig
Bei sparrig beblätterten Moosen machen häufig die jüngsten Blätter, die an der Spitze der Stämmchen stehen, eine Ausnahme und liegen noch mehr oder weniger am Stämmchen an. Moose, bei denen selbst diese Blätter bereits in einem rechten Winkel abstehen, sehen von oben gesehen charakteristisch sternförmig aus.
|  |  |

## Ausrichtung der Blätter
zweizeilig
Bei dieser Blattstellung, die es auch bei den Blütenpflanzen gibt, stehen die Blätter in zwei Reihen an den Stängeln. In der Regel liegen in diesem Fall die Blattflächen alle auf einer Ebene. Die meisten beblätterten Lebermoose sind scheinbar zweizeilig beblättert, besitzen aber auf der Unterseite des Stängels eine dritte Reihe kleiner sogenannter Unterblätter.
allseitswendig
Bei den meisten Laubmoosen stehen die Blätter mehr oder weniger gleichmäßig verteilt an allen Seiten ab. Sie sind "allseitswendig". Diese Blattstellung kommt dadurch zustande, dass sich die dreiseitige Scheitelzelle der Moose im Laufe des Wachstumsprozesses dreht.
einseitswendig
Bei vielen Laubmoosen sitzen zwar die Blätter an allen Seiten des Stängels, sind aber alle in dieselbe Richtung gekrümmt. In den meisten dieser Fälle sind dann alle Blätter zur Seite gekrümmt, es gibt allerdings auch Moose, bei denen die Blätter in Richtung des Sprosses oder entgegen der Richtung des Sprossen gekrümmt sind. Im letzteren Fall spricht man von zurückgekrümmten Blättern. Die Art der Krümmung kann sehr unterschiedlich sein. Oft kommt der Fall vor, dass schmal lanzettliche Blätter auf ganzer Länge gebogen sind. Man spricht dann von einer sichelförmig einseitswendigen Beblätterung. Ebenfalls nicht selten sind die Blätter hakenförmig gekrümmt, also nicht auf der ganzen Länge, sondern nur an einer Stelle gebogen.
verflacht
Zwar sind die Blätter mehr oder weniger gleichmäßig an allen Seiten des Stämmchens angewachsen, die Blattflächen sind aber so gedreht, dass sie alle auf derselben Ebene liegen. Bei vielen solcher Arten sind die Blätter selber asymmetrisch.
|  |  |  |
|  |  |  |

## Sonstiges
gekräuselt
Bei einigen Laubmoosarten, insbesondere in den Familien Dicranaceae und Pottiaceae, verbiegen sich die Blätter, wenn sie trocknen, bis zu kleinen Kringeln. Man spricht von einer gekräuselten Beblätterung. Ist diese nicht so stark ausgeprägt, spricht man von verbogenen Blättern.
wurmförmig
Sind die Blätter hohl und neigen nach vorne zusammen, so dass der vordere Rand jeden Blattes die folgenden Blätter berührt, entsteht unter der Blättern ein Hohlraum. Der Stängel liegt dann wie in einem geschlossenen Schlauch. Man spricht von einer wurmförmigen oder geschwollenen Beblätterung.
|  |  |